# بيروك
 بيروك (بالروسية: пиро́г) (بالبيلاروسية: піро́г) (بالسامي الشمالية: pirog) (باللاتفية: pīrāgs) (بالأوكرانية: пиріг «بريه») هو لفافة من العجين محشية بحشوة حلوة أو مالحة. وهو طبق شائع في المطبخ الشرق أوروبي. ويعرف بإنه «الطبق الأكثر شعبية والأكثر أهمية وسلع وطنية حقيقة» في المطبخ الروسي.
الاسم مشتق من كلمة بير "pir" من اللغة السلافية القديمة والتي تعني «وليمة» أو «أحتفال». ويجب عدم الخلط بين جمع كلمة «بيروك» الروسي «بيروغة» (pirogi) والطبق البولندي «بيروغة» (pierogi) المشابه لطبق الزلابية الروسية أو طبق الفارانيكة الأوكراني.

## الشكل
يأتي البيروك باشكال وأنواع مختلفة، غالباً ما يكون بيضوي الشكل ولكنه قد يكون أيضاً دائري أو مستطيل. ويمكن أن يكوم مغلق الوجه أو مفتوح بدون قشرة في الإعلى.

## العجينة
عادةً ما يتم إعداد البيروك من عجينة مخمرة، وهو الشيء الذي يميزه عن الفطائر والمعجنات الشائعة في المطابخ الأخرى. سابقاً كان يتم إعداد عجين البيروك الروسي باستخدام طحين الشيلم بصورة رئيسية، في وقت لاحق تم خلط طحين الشيلم مع طحين القمح، في الوقت الحاضر يتم استخدام طحين القمح بشكل رئيسي.
هناك أيضاً أنواع أخرى من البيروك مصنوعة من عجينة الفطائر أو العجينة المنتفخة. في اللغات الشرق سلافية يعتبر الـ«بيروك» مصطلحاً عاماً يشير تقريباً إلى أي نوع من الفطائر أو المعجنات أو الكعك.

## الحشوة

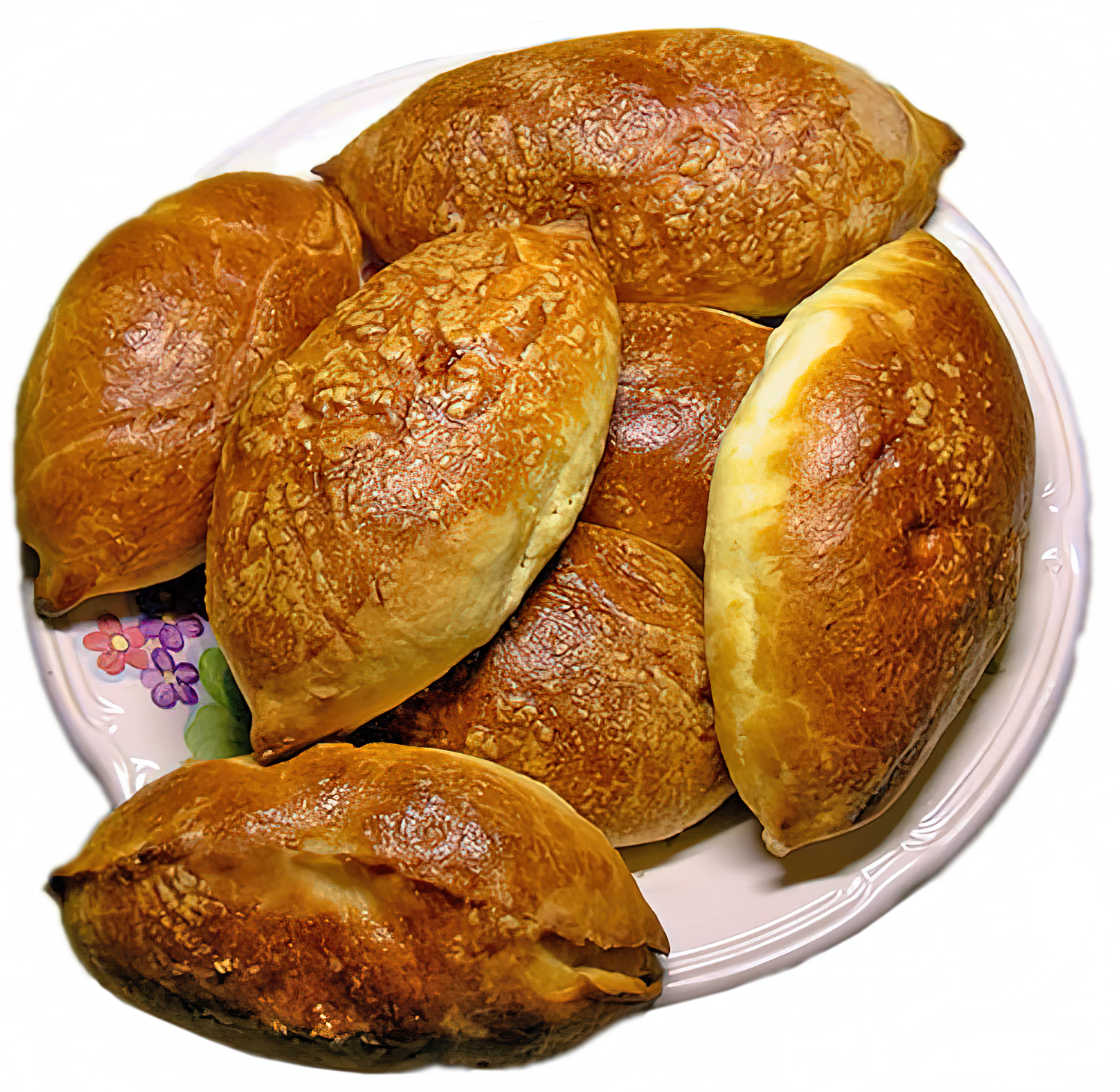
فطائر بيروجكي الروسية

قد تكون حشوة البيروك حلوة وتحتوي على جبن كوارك أو جبنة القريش، أو فواكه مثل التفاح أو الخوخ أو توت، بالإضافة إلى العسل أو المكسرات أو بذور الخشخاش. أما بالنسبة للأنواع المالحة فقد تحتوي على اللحم أو السمك أو الفطر أو الملفوف أو الأرز أو برغل الحنطة السوداء أو البطاطا. يُقدم البيروك المالح والبيروجكي في المطبخين الأوكراني والروسي تقليدياً مع شوربة بورش الأوكرانية أو شوربة كونسومي الفرنسية.